# Epiphragma (Epiphragma) inornatipes
Epiphragma (Epiphragma) inornatipes is een tweevleugelige uit de familie steltmuggen (Limoniidae). De soort komt voor in het Neotropisch gebied.